# Brittney Lee Harvey
Brittney Lee Harvey (ur. 16 listopada 1990 r. w Van Nuys w stanie Kalifornia) – amerykańska aktorka filmowa i telewizyjna.

## Filmografia
- 2005: Kurczak Mały (Chicken Little) jako różne głosy
- 2002: Ostry dyżur (ER) jako zawodniczka hokeja (serial TV)
- 2002: May jako Diedre
- 2001: Wirtualny potwór (How to Make a Monster) jako dzieciak #3
- 2001: Tragikomiczne wypadki z życia Titusa (Titus) jako ładna dziewczyna (serial TV)
- 2000: Nikki jako Leslie (serial TV)
- 2000: Beverly Hills, 90210 jako June Gunderson (serial TV)
- 2000: Father Can't Cope jako Chloe
- 2000: Warm, Like Pearls jako Balone
- 1998: Misja w czasie (Seven Days) jako Kimmy Golden (serial TV)
- 1998: Zwierciadło zbrodni (Mr. Murder) jako Emily Stillwater
- 1998: Tragiczny lot 1025 (Blackout Effect) jako Christine Sterling
- 1997: Get to the Heart: The Barbara Mandrell Story jako Jamie w wieku lat 4
- 1997: Krok za krokiem (Step by Step) jako Traci (serial TV)
- 1996: Earth Minus Zero jako Cindy Heller

## Nagrody i wyróżnienia
- 2000:
  - Nagroda Młodych Artystów w kategorii najlepszy występ w filmie telewizyjnym lub pilocie serialu telewizyjnego − młoda aktorka w wieku lat 10 lub młodszym za rolę w filmie Zwierciadło zbrodni